# Церковь Покрова Богородицы (Чижево)
Церковь Покрова Богородицы — храм, памятник архитектуры, объекты культурного наследия России в Чижево Смоленской области.

## Описание
История деревни тесно связана с дворянским родом Потёмкиных. Его родоначальник упомянут в списке сдавшегося в 1654 году в плен Алексею Михайловичу смоленского гарнизона. Он и его сыновья перешли на службу Русскому государству и числились в полку Смоленской шляхты. Внук основателя рода Александр Васильевич получил в наследство 3 тысячи десятин земли, в том числе и Чижово. Им был построен усадебный дом и заложен парк, а в 1703 году построена деревянная церковь Покрова Богородицы.
Александр Васильевич имел 6 детей — 5 дочерей и сына Григория Потёмкина (1739—1791). После смерти Александра Васильевича его вдова уехала жить в Москву, усадьбой осталась управлять её дочь Мария Александровна, вышедшая замуж за В. А. Энгельгардта. В конце 1770-х годов хозяином усадьбы становится племянник Г. А. Потёмкина, Василий Васильевич Энгельгардт. В 1780 году Чижово навещает императрица Екатерина II (как родовое гнездо своего фаворита Г. А. Потёмкина). Некоторые исследователи считают, что статус города и герб Духовщина получила от Екатерины II в качестве подарка Потёмкину (бывшая до этого уездным городом Каспля занимала гораздо более выгодное положение для развития).
В 1791 году в селе строится новая каменная Покровская церковь. Базиликальное здание с колокольней и с обширными подвалами построено в формах зрелого классицизма. Василий Васильевич активно обустраивал усадьбу, скончавшийся в 1828 году, он по завещанию был похоронен в церкви в усыпальнице (разграблена в 1943 году). После его смерти село переходит во владение сестры бывшего хозяина, любимой племянницы Г. А. Потёмкина, Александры Васильевны Браницкой, которая отпустила всех крестьян на волю, при условии, что они будут вносить ежегодно на содержание храма по 500 рублей. Часть наследства также получил бывший управляющий имением, Иван Андреевич Глинка (дядя знаменитого композитора М. И. Глинки).
После смерти Потёмкина новой хозяйкой было сооружено в селе квадратное здание с барельефом Потёмкина и сценами из его походов — своеобразный памятник фавориту Екатерины II. Домик был разобран в 1868 году, барельеф утрачен. В 1851 году владельцем соседнего села Е. О. Криштафовичем была разобрана каменная ограда церкви. В 1870-х годах разобрали и усадебный дом. Смоленский историк И. И. Орловский писал в 1907 году, что на месте усадьбы он увидел «только бурьян и одичалые розы». К настоящему времени сохранились руины церкви и небольшие остатки парка. Прослеживаются следы озёр.